# Дајана Бутулија
Дајана Бутулија (рођена 23. фебруара 1986. године у Кикинди) је бивша српска кошаркашица. Играла је на позицији бека и била је стандардни члан репрезентације Србије.

## Каријера

### Млађе категорије
Кошарком је почела да се бави са 9 година. Након тога је била у Женском кошаркашком клубу Гимназија у Кикинди, све до своје 14. године. У тим селекцијама је освојила неколико првих места на првенствима Војводине а била и у врху на првенствима Југославије. Након тога прелази у млађе категорије Вождовца да би једну годину провела у Кикинди.

### Сениорска каријера
Прве сениорске утакмице бележи у београдском клубу Ушће где је тренер била Марина Маљковић. Више пута је истицала да је Марина имала највећи утицај на њену кошаркашку каријеру. Онда је 2007. године потписала за вршачки Хемофарм. Са Хемофармом је освојила две националне титуле (2007/08. и 2008/09) и два купа (2007/08. и 2008/09). Након тога потписује за Партизан са којим осваја четири националне титуле (2009/10, 2010/11, 2011/12. и 2012/13), два купа (2010/11. и 2012/13) и две Јадранске лиге (2011/12. и 2012/13). У сезони 2013/14. са Нортландом осваја и Шведску националну лигу.

### Репрезентација
Била је члан млађих репрезентативних селекција са којом има и вицешампионску титулу света.
Стандардан је члан Српске репрезентације и до сада је наступала на Европском првенству 2013. године (четврто место), као и на Светском првенству 2014. године (четвртфинале). Највећи успех икада остварила је освајањем златне медаље на Европском првенству 2015. играном у Мађарској и Румунији. Победом против Француске у финалу у Будимпешти – 76:68 (15:22, 18:10, 20:17, 23:19) освојена је не само прва медаља за Србију као самосталну државу него и прво злато у читавој историји наше женске кошарке. Уједно је обезбеђен и директан пласман на Олимпијске игре у Рију 2016. године, где је освојила бронзану медаљу. На европском првенству у кошарци за жене 2019. године освојила је бронзану медаљу. Са репрезентацијом Србије освојила је златну медаљу на Европском првенству 2021. године одржаном у Француској и Шпанији.